# Ония, Дэвид
Дэвид Фарамола Ония (англ. David Faramola Oniya; 5 июня 1985, Лагос, Нигерия — 13 июня 2015, Кота-Бару, Малайзия) — нигерийский футболист, выступавший на позиции защитника. Основную часть своей карьеры провёл в Узбекистане.

## Карьера
Начинал карьеру в нигерийском клубе второго дивизиона «Динамик», затем два сезона выступал в Азербайджане (по словам самого игрока, выступал за бакинский «Нефтчи», по данным статистики в официальных матчах за этот клуб не играл).
В середине 2007 года перебрался в Узбекистан и подписал контракт с самаркандским «Динамо». За 4 сезона сыграл за «Динамо» более 100 матчей и позднее стал капитаном команды. Зимой 2011/12 перешёл в ташкентский «Бунёдкор», но перед самым началом сезона контракт был расторгнут, так как не сошёлся с главным тренером Мирджалолом Касымовым. Следующие пол-сезона играл за джизакскую «Согдиану» в первой лиге. Затем полтора года провёл в клубе «Бухара».
В начале 2014 года подписал контракт с ферганским «Нефтчи», но не прошёл медосмотр и не был допущен ПФЛ Узбекистана к матчам национального чемпионата страны. Летом повторно не прошёл медосмотр и с ним был расторгнут контракт. Осенью того же года Ония подписал контракт с малайзийским клубом «Т-Тим». 13 июня 2015 года футболист потерял сознание во время товарищеского матча. Он был доставлен в местную больницу, где и скончался, не приходя в сознание.

## Семья
Дэвид Ония был женат на русской девушке из Самарканда, у них есть дочь по имени Энжел. Родители Дэвида живут у себя на родине в Нигерии.

## Факты
- Дэвид Ония кроме английского языка владел русским, который начал изучать в Узбекистане, а также немного узбекским и азербайджанским языками[4].
- Болел за «Манчестер Юнайтед»[4].
- Из футболистов выступающих как и Он в линии защиты, симпатизировал Рио Фердинанду и Джону Терри, и по его словам старался осваивать действия этих защитников[4].
- В одной из интервью признался что хотел бы выступать за сборную Узбекистана[4].